# Stilobezzia monticola
Stilobezzia monticola är en tvåvingeart som beskrevs av Tokunaga 1940. Stilobezzia monticola ingår i släktet Stilobezzia och familjen svidknott. Inga underarter finns listade i Catalogue of Life.